# Jean-Pierre Duffour
Pour les articles homonymes, voir Jean-Pierre et Duffour.
Jean-Pierre Duffour, né le 27 mars 1963 à Aix-en-Provence, est un auteur de bande dessinée et un illustrateur français.

## Biographie
Issu de l'école Met de Penninghen et de l'École nationale supérieure des arts décoratifs de Paris, Jean-Pierre Duffour publie son premier album, Fonstres mous, chez Glénat Jeunesse en 1989. Ses productions en bande dessinée sortent chez les éditeurs « alternatifs » L'Association, Rackham, La Cafetière ou Tanibis, tandis que ses albums illustrés pour enfants sortent chez Glénat, Didier, Casterman ou Nathan.

## Publications
- Fonstres mous, Glénat, 1989.
- La Spirale infernale, L'Association, coll. « Patte de mouche », 1991.
- Gare Centrale, scénario Lewis Trondheim, Rackham, 1994
- Hubert le chat vert, Didier, 1995.
- Les Abysses phénoménaux, L'Association, coll. « Patte de mouche », 1996.
- Victor et l'arbre-à-livres, Didier, 1997.
- Les Sept Vies du dévoreur d’ombre, L'Association, coll. « Ciboulette », 1998.
- La Minute de bonheur, scénario Loo Hui Phang, L'Association, coll. « Patte de Mouche », 1999.
- Les Ruminations de LD’, scénario D. Kelvin, Rackham :

1. La Déchéance du spermatozoïde, 2000[2].
2. L'Embryon fatal, 2003.
3. Le Fœtus maudit, 2007.

- Gare centrale, scénario Lewis Trondheim, réédition, L'Association, coll. « Ciboulette », 2001.
- Délices de vaches, scénario Loo Hui Phang, Casterman, 2001.
- Merveilles de bricolage, scénario Loo Hui Phang, Casterman, 2001.
- Jouets plus ultra, scénario Loo Hui Phang, Casterman, 2001.
- Ulysse au pays des fous, scénario Marjane Satrapi, Nathan, 2001.
- Le Robinet récalcitrant, PMJ, 2001[3].
- La Vengeance du Golem africain, Éditions de l'An 2, 2005[4].
- L'Escalier truqué, Rackham, 2009[5].
- Zé, Les Machines, 2016.
- Les Aventures d'Hatchi : Allergies, FGH, 2019.
- Les Passe-tableaux, La Cafetière, 2020.
- Les fantômes de Syracuse, scénario Alexandre Kha, Tanibis 2024.